# حركة الصحوة الديمقراطية
حركة الصحوة الديمقراطية هي حركة سياسية معارضة في ألمانيا الشرقية. وقد تم تأسيسها في أكتوبر عام 1989، اعتمادًا على مجموعات كنسية معاصرة نشطة من الناحية السياسية. وقد اشتملت قائمة الأعضاء المؤسسين على ولفجانج شنور وفريدريش شورليمر وراينر إيبيلمان وجونتر نوكي وتوماس ويلز. وقد تحول هذا التنظيم إلى حزب سياسي رسميًا في السادس عشر/السابع عشر من ديسمبر، 1989 في لايبزيغ. وقد اعتمد مؤتمر الحزب برنامجًا أكثر تحفظًا من توجهات بعض الأعضاء المؤسسين، مثل شورليمر، بدرجة لم يتمكنوا من تحملها، مما دفعهم إلى ترك الحزب. أما آخرين، مثل نوكي، والذين تركوا الحزب في وقت لاحق، فقد شعروا بالاستياء من التعاون المتنامي مع الاتحاد الديمقراطي المسيحي (CDU) في ألمانيا الشرقية، والذي كان فيما مضى عضوًا في كتلة الأحزاب الديمقراطية الاشتراكية المسطرة والمنظمات الجماهيرية، وقام بدعم النظام الشمولي.
وكانت حركة الصحوة تدعم إعادة توحيد ألمانيا بشكل سريع، وقد كوَّن جزءًا من التحالف من أجل ألمانيا (Allianz für Deutschland) مع الاتحاد الديمقراطي المسيحي والاتحاد الاجتماعي الألماني (DSU) في انتخابات برلمان الشعب في ألمانيا الشرقية، عام 1990 في الثامن عشر من مارس. وقبل الانتخابات بعدة أيام، اضطر رئيس الحزب شنور إلى الاعتراف بكونه مخبرًا لوزارة أمن الدولة وقدم استقالته. ورغم فوز التحالف من أجل ألمانيا في الانتخابات، إلا أن عضو التحالف حركة الصحوة الديمقراطية لم تحصل إلا على 0.9% من الأصوات، مما ضمن لها أربعة مقاعد في برلمان الشعب. وقد أصبح إيبلمان وزيرًا لنزع السلاح والدفاع في الحكومة الجديدة وأصبح رئيسًا جديدًا للحركة (الحزب). وفي الخامس من أغسطس عام 1990، اختفى حزب الصحوة الديمقراطية عن الوجود بعد الاندماج مع الاتحاد الديمقراطي المسيحي بألمانيا الشرقية، والذي اندمج، بدوره، في الثالث من أكتوبر عام 1990 مع نظيره في ألمانيا الغربية الاتحاد الديمقراطي المسيحي (CDU).
ومنذ فبراير عام 1990، كانت أنغيلا ميركل تشغل منصب المتحدثة باسم الحزب. وبعد الاندماج، تم انتخاب السيدة ميركل في انتخابات ما بعد الاتحاد كعضو في البرلمان عن الاتحاد الديمقراطي المسيحي، وفي النهاية، أصبحت مستشارة لألمانيا في عام 2005.

## وصلات خارجية
- Democratic Awakening from chronik der wende